# Sintski romski jezik
Sintski romski jezik (ISO 639-3: rmo), jedan od pet sjevernoromskih jezika, šira centralna indoarijska skupina, kojim govore skupine Roma Manuša ili Sinta rasipane po nekoliko auropskih zemalja. Brojno stanje iznosi oko 319 000. U Srbiji 31 000 (s 1000 Manuša), Austrija 4350 (popis iz 2001.), Češka 5100 (2004), Francuska 28 400 (2000), Njemačka 80 000 (2000.; etničkih 200 000), Italija 14 000 (1980.; 10 000 manuški i 4000 slovensko-hrvatski sintski), Kazahstan, u Nizozemskoj gdje je i jedan od službenih 1220 (2000), Poljska, Švicarska 21 000 (Johnstone 1993). Nešto i u Sloveniji i Hrvatskoj.
U sintskom jeziku postoji i nekoliko dijalekata, među kojima manuški, kojim govore Romi Manuši (Sasítka Romá) u Poljskoj, Francuskoj i na području Kazahstana; dijalekt lallere u Češkoj; u Njemačkoj se govore dijalekti gadschkene, estracharia, krantiki, kranaria, eftawagaria i praistiki; u Srbiji ima isto nekoliko dijalekata; u Italiji piedmontski sintski.

## Vanjske poveznice
- Romani, Sinte (14th)
- Romani, Sinte (15th)